# Lavern
Lavern, és un nucli de població pertanyent al municipi de Subirats (Alt Penedès), situat a ponent del terme, prop dels límits amb Avinyonet, a 217 m d’altitud, en una vall entre els pujols de la Guàrdia (384 m), a llevant, i de Lavern (242 m), a ponent. La població és de 456 habitants (2023).
La distància fins a Barcelona és de 45 km i 10 km fins a la capital de comarca, Vilafranca del Penedès. També està a 6 km de la capital del cava que és Sant Sadurní d'Anoia.
Lavern disposa d'estació de rodalies Lavern-Subirats (línia R4) L'Estació acull l'Oficina de Turisme de Subirats, amb lloguer de bicicletes elèctriques rutes turístiques i pàrquing de caravanes.

## Història
Els orígens del poble es remunten a l'època tardoromana, en destaquen les restes de la Torrota del Moro, encara visibles. A l'edat Mitjana el territori s'esquitxa de masies a mesura que la frontera amb Al-Àndalus va anar retrocedint cap al sud. El poble actual creix entorn de la masia de Cal Martí de la Talaia sobretot gràcies a l'expansió del conreu de la vinya per tot el Penedès a finals del segle XVIII.

## Edificis destacats
L'església del poble, Sant Pere de Lavern, obra d'Enric Sagnier, està situada a uns quilòmetres de distància a l'oest. La capella original era romànica i fou enderrocada el 1914 per fer l'actual. A l'interior es conserva una gran pica baptismal romànica del segle xi.
El principal motor cultural del poble és l'Ateneu Agrícola de Lavern, anomenat pels veïns 'El Cafè' i 'La Sala'. Aquest primer fou remodelat completament el 2009 tot i que l'associació data de 1918.
L'escola El Serral Lavern forma part de la ZER SUBIRATS, juntament amb l'escola El Montcau d'Ordal i l’Escola Sant Jordi de Sant Pau d’Ordal. També acull una llar d'infants i el menjador escolar.
A la rodalia de Lavern destaquen importants masies, entre d'altres: Cal Bas, amb la capella de Sant Joan Salerm, ambdues protegides com a bé cultural d'interès local, Cal Toni, Ca l'Antonet, Can Bou, Can Maristany (BCIL), Can Milà de la Roca, Cal Justino, Ca l'Olivella de la Font Clara i Ca l'Artigas.

## Festes
La Festa Major se celebra al juny, el cap de setmana proper a Sant Joan. L'organitza l'Ateneu agrícola de Lavern amb la col·laboració de l'Ajuntament de Subirats. Els elements d'interès són: correfoc a càrrec dels redimonis de Lavern; cercavila amb ball de panderetes, cercolets, gitanes, bastoners, capgrossos, gegants, drac de Lavern i convidats.
La Festa Major Petita se celebra el primer o segon cap de setmana de juny. L'organitza el Centre cultural i recreatiu de Lavern, amb cercavila pels carrers del poble i dinar popular.